# 국민악파
국민악파(國民樂派, musical nationalism)는 작곡자가 자기 민족의 의식을 가지고 자기 민족의 고유한 특색을 음악에 담던 19세기 후반 서양의 음악 사조를 일컫는다. 국민악파가 대두되기 전 200여 년 가까이 유럽의 뛰어난 음악가는 요한 제바스티안 바흐에서 루트비히 판 베토벤에 이르기까지 대부분 독일인이었지만, 낭만주의 운동이 개인의 감정을 강조하자 작곡가들은 각 나라나 지방의 고유한 전통을 표현하기 위해 정성을 쏟았으며, 자기 나라의 음악 영향을 소중히 여겼다.
음악 양식에 국민성을 끌어들이는 것은 19세기 전부터 있었던 일이다. 그러나 그 전부를 국민악파 음악이라 부를 수는 없으며, 제국주의의 침략 등 어떤 사회적ㆍ정치적 상황을 배경으로 하여 의식적으로 국민 정체성을 반영한 음악 소재를 작품화하였을 경우에 국민악파 음악으로 정의할 수 있다.

## 민족주의 음악
국민악파는 주로 각 민족이 전통적으로 지켜온 민요나 춤곡 등을 중시하는 특징이 있다. 이러한 민족적 요소를 있는 그대로 작품 속에 도입하는 경우도 많으나, 민족성을 기저에 깐 음악 형식이나 여러 음악 어법을 쓰기도 하고, 또 민요의 가사나 문학, 혹은 전설, 고담, 역사, 자연풍토, 민중생활 등을 소재로 하기도 하며 그 시대의 민족주의적인 새로운 문학을 제재로 자국어로 된 성악곡이나 오페라, 교향시, 모음곡 등의 표제 음악을 작곡하는 경우가 많았다. 이전까지는 중부 유럽이 고전 음악의 중심이었으나, 이제는 주변의 다양한 민족 출신의 음악가가 많이 등장하였다.

## 러시아

### 글린카 이전의 러시아 음악
18세기 전반의 러시아에서는 아직 음악은 단순한 오락의 수단으로 생각되어 천한 것이라 하여 귀족이 다룰 것이 못 된다는 생각이 지배적이었다. 또 순수 기악보다 오페라나 가곡(가사가 있는), 무용을 위한 음악이 존중되어 왔다(이것은 후세의 러시아 음악에까지 영향을 미쳤다). 이 무렵의 음악은 거의다 외국인의 손에 의하여 존재했었으나 18세기 후반에 이르러 점차로 러시아인 작곡가가 나타나기 시작하였다. 그리고 '로맨스'라는 정서적인 감미로운 피아노 반주가 붙은 가곡 형태가 러시아적 예술가곡으로 탄생했다. 이를 낳은 것은 귀족계급의 딜레탕티즘이라 하겠다. 프랑스 혁명 이후, 음악은 겨우 예술로 생각하게 되었고 상류계급에서 작곡이나 연주에 힘을 기울인 사람들이 나오게 되었다. 이들 귀족 아마추어 작곡가들의 딜레탕티즘이 이후에 러시아의 뿌리 깊은 전통이 되고 러시아 음악의 원천이 되었던 것이다. 19세기 초엽 이와 같은 작곡가에는 <꾀꼬리>로 대표되는 로맨스 작곡가 아라비에프(1787-1851)나 <빨간 사프란>으로 알려진 오페라 작가 와르라 모프(1799-1861)가 있다. 나폴레옹의 모스크바 원정이 실패로 끝나고 러시아가 강국으로 크게 어필하게 되자 당시 유럽에 고조되고 있던 민족주의와 낭만주의의 영향을 받아 러시아 국내에서도 민족의식에 각성하여 슬라브 중심사조가 높아졌다. 상류사회에서는 "고뇌하는 세계를 구원하는 대러시아"의 문학적 사명에 적합한 강력하고 국민적이며 애국적인 작품의 욕구가 높아졌다. 그러한 결과로 음악은 단순한 오락이 아니고 그와 같은 사명을 지닌 예술로 승격하였다. 그리고 이와 같은 사회적, 문화적 조건이 글린카를 낳았고 이어 러시아 음악의 개화를 가져왔다.

### 러시아 예술음악의 개화
미하일 이바노비치 글린카(M.I.Glinka, 1804-1857)는 초기에는 이탈리아에서 도니체티, 베를리오즈 등 오페라 작곡가의 영향을 받았으나, 그 뒤로는 참된 러시아 국민 오페라의 창조를 목표로 귀국하였다. 그리고 폴란드의 침입군에 대한 러시아인의 애국 이야기 '이반스사니'를 바탕으로 한 오페라 〈황제에 바친 생명〉을 작곡하였다. 러시아 민요의 선율을 많이 사용한 이 오페라는 독일이나 이탈리아의 양식에서 완전히 탈피하였다고는 할 수 없으나 최초의 러시아 국민 오페라이다. 오페라 <루슬란과 루드밀라>(1842)나 그 밖의 작품도 민족적 색채에 넘쳐흐르는 국민악파 형태의 전형을 이루고 있다. 그의 업적으로 뿌리를 뻗기 시작한 민족주의는 뒤를 잇는 다르고미지스키와 세이로프에 의하여 더욱 확고한 것이 되어 '러시아 5인조'의 작곡가들로 그 결실을 맺는다.
알렉산드르 다르고미지스키(A.S.Dargomyzhsky, 1813-1869)도 러시아 민족의 음악성을 기조로 한 몇 개의 가곡을 작곡하였고 또 그가 죽은 후는 림스키코르사코프에 의하여 완성된 오페라 <석상(石像)의 손님>으로 러시아어의 억양이나 악센트의 음악화, 즉 말의 뜻에 음악을 종속시키는 방법을 취하고 있는 것 등 '5인조' 특히 무소르크스키에 미친 영향은 크다고 하겠다. 그들에게 있었던 '민족성'과 '서구의 기술'이라는 2개의 요소를 연장시켜 발라키레프를 중심으로 하는 '5인조'와 루빈스타인 형제 및 차이코프스키에 의한 '서구악파'가 다양한 꽃을 피우고 있다.

### 러시아 5인조
'5인조'라는 것은 서구에서 쓰이는 통칭으로, 원래는 '든든한 친구'라는 이름의 그룹이었다. 조직자인 발라키레프(1837-1910)는 글린카의 뜻에 공명하여 새로운 러시아 국민음악의 창조에 착수, '든든한 친구'를 결성하였던 것이다. 1862년에는 상트페테르부르크에 무료음악학교를 설립하여 민간으로부터 유능한 음악가를 육성하는 것과 그 학교에서의 연주회로 '5인조'의 작품을 소개하는 일에 힘썼다. 그는 화성학이나 대위법 등의 작곡기법보다 러시아 민요의 바탕에 깔린 아름다움과 힘참을 소중히 여겨 스스로 러시아 각지를 돌며 민요채집을 하고 1866년에 <러시아 민요집>을 출판하였다.
알렉산드르 보로딘(1833-1887)은 화학자로서 일생을 보낸 사람이나, 발라키레프와 알게 되어 1869년에 <교향곡 제1번>을 발표한 이후 적극적으로 작곡활동을 하였다. 그의 작품은 모두 동양적 색채가 짙어 국민악파의 음악으로서 전형적이라 하겠다.
세자르 쿠이(1835-1918)도 축성가(築城家)로서 일생을 보냈던 사람이며 보로딘과 마찬가지로 음악가로는 아마추어이며 <대위의 딸> 등 수곡의 오페라와 소수의 관현악곡 외에는 살롱적인 소품이 있을 뿐이며 그것들은 매우 러시아적이나 다섯 사람 가운데에서 가장 작품이 적다.
림스키코르사코프(1844-1908)는 1865년경부터 교향곡이나 기타 작품을 발표하기 시작, 관현악곡 <사드코(1898)>로 이미 독자적인 스타일, 즉 민속적 전설을 바탕으로 한 환상성, 극히 색채적인 오케스트레이션, 객관적 묘사 등을 전개하였다. 그의 문하에서는 이포리토프이바노프, 그레차니노프, 체레프닌, 스트라빈스키, 미야스코프스키 등이 배출되었다. 또 그 사이에도 <관현악법>을 저술하였으며 그의 화성상의 독특한 색채나 관현악법의 새로움은 그의 제자, 특히 스트라빈스키 등에 영향을 주었으나 그 밖에도 라벨이라든가 레스피기 등 후세의 다른 나라 작곡가의 작품에서도 그의 영향을 엿볼 수 있다. <왕벌의 비행>이 유명하다.
모데스트 무소르크스키(1839-1881)는 발라키레프로부터 작곡 지도를 받아 전문 작곡가로서 성공하려 하였으나 경제적으로 곤란하여 일생을 공무원으로 지냈다. 그의 작품에는 큰 곡은 적으나 모든 곡이 러시아적 풍부함과 근대적 음빛깔이 하나로 되어 자아내는 지적인 구성과 섬세한 울림이 있다.

### 러시아 음악의 서구화
무소르크스키와 보로딘의 재능으로써 예술적으로 높은 가치를 창조한 '5인조'는 슬라브 중심사조의 몰락과 더불어 비교적 빨리 해체되었다. 국민악파의 사람들은 서구의 아카데믹한 작곡기술과 절대 음악을 경시했다. 그들의 작품이 오페라 가곡, 표제 음악으로 되어 있던 점은 이전 시대의 러시아적 음악관 그대로의 계승이다. 림스키코르사코프만은 국민악파의 입장에 있으면서도 자신의 기술적 미숙을 절감하여 서구고전기법을 익혀 작곡에 전념하는 직업적 활동을 하였다. 그는 이러한 점에서 서구악파의 사람들과 가깝다고 하겠다.

### 서구악파
국민악파의 보수성을 타파하고 러시아 음악에 새시대를 초래케 하는 움직임은 안톤 루빈스타인(1829-1894)에 의하여 시작되었다. 그는 피아니스트로서 세계적으로 유명하였으며 조직자로서도 매우 유능한 사람으로서 동생인 니콜라이 루빈스타인(1835-1881)과 함께 상트페테르부르크와 모스크바에 러시아에서는 처음으로 음악학교를 설립하였다. 그리고 독일이나 체코 등에서 작곡이론과 기악연주의 교사를 초청하여 전문적으로 음악가를 육성하였다.  한편 1859년에 '러시아 음악협회'를 설립하고 해마다 정기연주회를 20회나 열어 청중을 계몽하였고, 악단을 조직적으로 통일시키며, 음악가의 사회적 지위를 높였고, 기술과 양식을 존중, 절대 음악을 높이 평가하는 교육을 하여 러시아 음악사상 비로소 '음악문화'를 목표로 한 혁신적 활동을 하였다. 국민악파의 사람들이 모두 귀족 출신이었는 데 대하여 루빈스타인은 새 중간층의 자제이며 처음부터 음악을 '직업'으로 삼아 직업인의 의식을 지닌 새로운 타입의 음악가였다. 이 루빈스타인의 교실에서 러시아가 자랑하는 대작곡가 차이코프스키가 탄생하였다.

### 차이콥스키

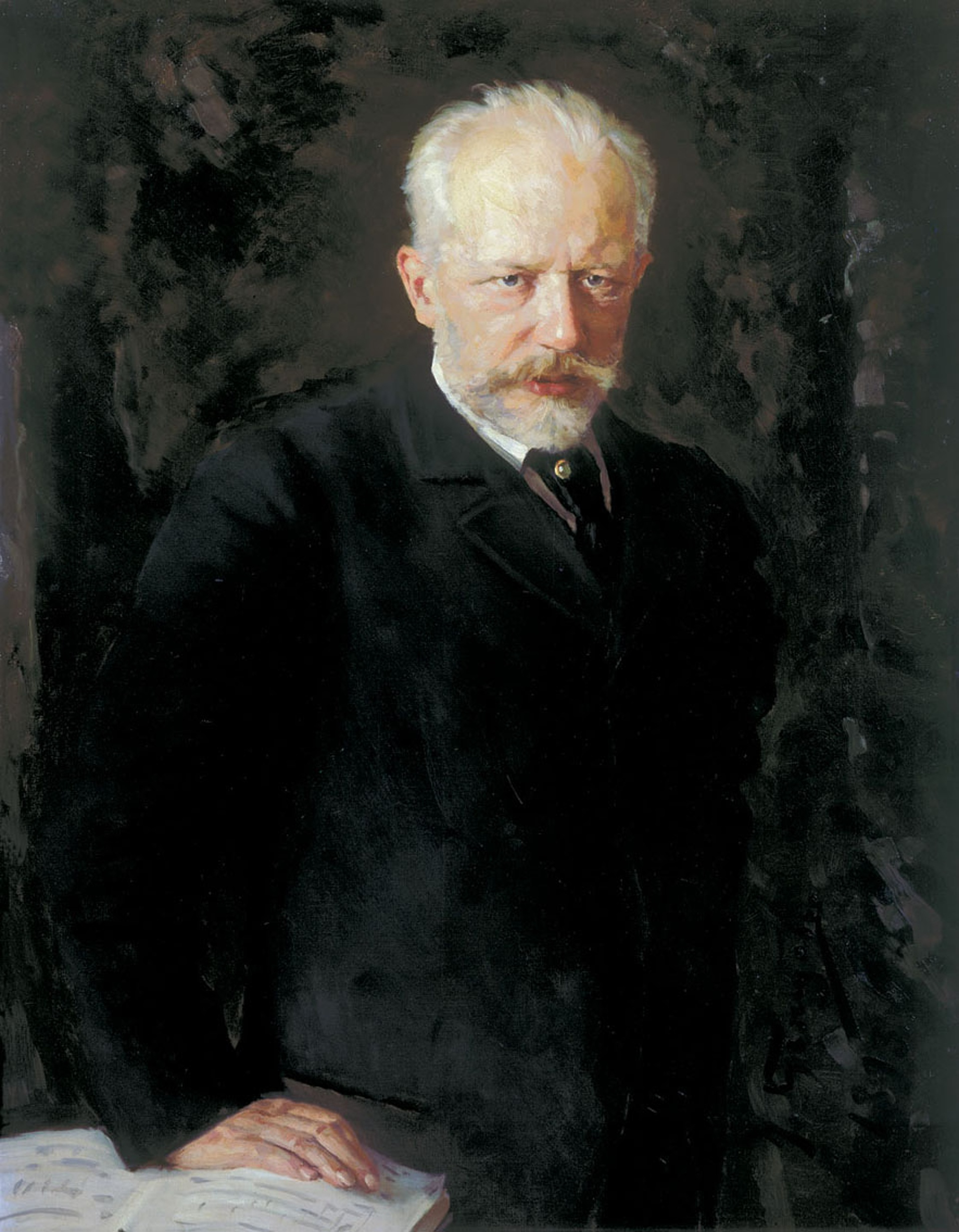
표트르 일리치 차이콥스키, 1893년 작.

차이콥스키의 개성은 유럽적인 음악어법과 러시아적 감정이 융합함으로써 성립되었다. 민요적인 선율이나 러시아적 정감을 위주로 하여 그것을 정리하고 하나의 형태 속에 넣기 위하여 고전적 형식을 썼다. 그러나 이 관현악법의 숙달은 그때까지 러시아에 없었던 대규모의 교향적 작품을 가능케 하였다.

### 아카데미즘과 기타 음악사조
농노해방 이후 러시아 사회의 자본주의화에 따라 주로 소시민계급 출신의 자제로 된 직업음악가나 우수한 연주가의 출현과 음악 소비자층의 확대 등이 음악 출판, 악기의 제조 등을 발달시켜 음악의 기업화가 형성되어 '베라이에프 집단'이 왕년의 '5인조'를 대신하여 러시아의 음악문화를 이끌어 갔다. 러시아 음악이 유럽이나 아메리카에 수출될 정도가 되자 당연히 국내에서의 음악가 지위도 확립되고 경제적 안정도 확보되었다. 이리하여 상트페테르부르크 음악원과 모스크바 음악원의 교수들을 중심으로 아카데미즘이 대두하여 확대되기 시작하였다. 그들은 국민악파로부터 민족성을, 서구악파로부터 높은 기술을 계승하면서도 그 어느 쪽이나 그들의 절실한 요구를 충족시키지 못했기 때문인지 민족적 색채는 정형화하여 생기없는 것이 되어버리고 기법은 멋대로 독주하여 무의미한 중압감을 주는 폐해를 가져왔다. 한편 시민사회의 발달에 따라 프티부르주아적 생활감정과 비정상적일 정도로 예민해진 감각이 발생하여 그러한 것들이 문화의 면에 데카당스적 양상과 극도의 성숙을 가져왔다. 그것은 마침 서구에서 보들레르와 니체가 들어왔다는 점과 앞서 말한 아카데미즘에 의한 반발에 유발되어 신비주의, 심미주의, 상징주의, 인상주의 등을 육성하였다. 또 전음음계나 4도화음의 사용으로 러시아 모더니즘의 선구가 된 레비코프(1866-1920)의 '실험음악', 메트넬(1879-1951), 라흐마니노프(1873-1942), 미야스코프스키 등의 의고주의 등도 반(反)아카데미즘 사조로 볼 수 있을 것이다. 이 반아카데미즘이 '5인조'에서 볼 수 있었던 원시적인 것에 의한 향수와 모더니즘이 결부되어 다음에 스트라빈스키나 프로코피예프 등의 작품을 낳게

## 폴란드
폴란드 국민악파를  발생시킨 사람은 도브르첸스키(1807-1867)이며 그것을 낭만파적으로 더욱 세련되게 한 사람이 쇼팽(1810-1849)이다. 그보다 약간 늦게 활동을 시작한 모니우슈코(1819-1872)는 애국적 오페라 <하르카>로 처음으로 폴란드의 오페라라고 할 수 있는 작품을 썼으며 이 밖에도 많은 민족적 오페라와 가곡을 작곡하였다. 이어 유명한 바이올리니스트 피니아프시키(1835-1880)가 독일 낭만주의에 슬라브적 향기를 자아낸 바이올린을 위한 곡을 남겼고, 세계적 피아니스트 파데레프스키(1868-1941)도 작곡가로서 활약하였다. 한편 그는 제1차대전 후 독립한 폴란드의 초대수상에 취임한 바 있다.

## 체코
19세기의 낭만주의가 체코에도 전해져 민족, 인류의 역사를 존중하는 헤르더의 사상이 민족주의, 특히 체코 음악문화에 대한 존중을 강조하면서 체코 민족주의가 고조되었다. 그리하여 체코는 처음으로 예술의 면에서 독자적인 음악을 내놓게 되었다. 시크로프(1801-1862)의 자국어로 쓴 오페라 <도라테니크>에 의하여 시작된 체코 국민악파는 민족가극 <팔려간 신부>나 연작 교향시 <나의 조국>, 현악 4중주 <나의 일생에서> 등의 표제를 가진 관현악이나 현악4중주곡을 쓴 베드르지흐 스메타나(1824-1884)에 의하여 정점에 이르렀다. 스메타나와 함께 체코의 음악예술을 높인 드보르자크(1841-1904)는 독일음악의 영향이 보이는 순수기악곡을 많이 썼으나 그것은 슬라브적인 색채가 짙다. 그러나 다음의 피비히(1850-1900)나 펠스터(1859-1951)의 대에 이르러서는 민족적 색채가 희박해지고 다시 국제적인 작풍이 강해져 국민악파의 전통에 바탕을 둔 오페라 <이에느파>를 써서 '체코의 무소르크스키'로 불렸던 야나체크(1845-1892)의 작품도 근대적 경향을 다분히 가지게 되었다.

## 노르웨이
노르웨이의 예술음악은 1814년 노르웨이의 독립 후에 시작된다. 노르웨이의 본격적인 국민음악은 그리그(1843-1907)에 의하여 수립되었다. 그의 모음곡 <페르귄트>나 많은 피아노곡, 성악곡은 신비적이면서 구슬프며 그 반면에 열광적인 노르웨이 민요의 아름다운 선율과 리듬이 생생하게 살아 있다.

## 핀란드

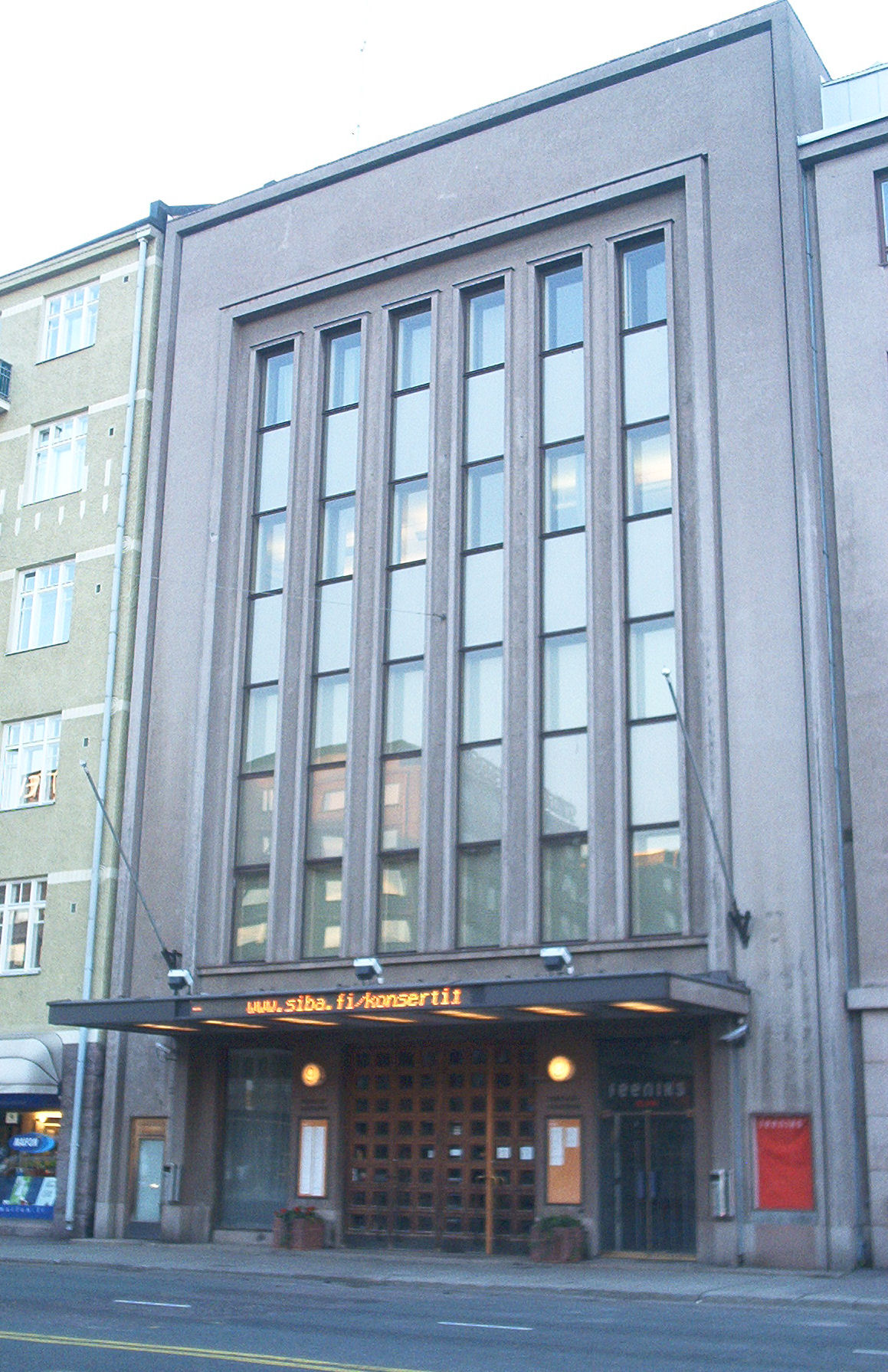
헬싱키 중부에 있는 시벨리우스 음악원.

핀란드의 예술음악은 19세기에 와서 독일인에 의하여 개발되기 시작하였다. 독일인인 파키우스(1809-1891)가 그 기초를 닦았으며 최초의 핀란드 오페라라고 하는 <카롤왕의 사냥> 등을 작곡하였다. 핀란드인으로는 카야누스(1856-1918)가 <칼레발라>에 의한 교향시를 작곡하여 국민악파를 확립시켰다. 그러나 핀란드의 예술음악을 대성시킨 사람은 시벨리우스(Jean Sibelius, 1865-1957)이다. 그는 세계의 어떤 음악 유파와도 상관없는 가장 핀란드적인 작곡가다. 음악을 좋아하는 부모 사이에서 태어나 5살 때부터 피아노를 배우고, 15살 때는 바이올린도 배웠다. 헬싱키 음악원(현재의 시벨리우스 음악원)에 입학하여 베겔리우스에게 작곡을 배우고, 피아노 교사 부조니와도 알게 되었다. 1889년에 음악원을 졸업하고 베를린에 유학하여 베커로부터 가르침을 받았다. 이듬해에는 빈으로 유학하여 골드마르크나 푹스에게서 가르침을 받았으며, 브람스와도 친교를 맺었다. 1892년에 귀국하여 헬싱키 음악원의 작곡 및 바이올린 교수로 취임했다. 작품으로는 국민적 대서사시 <칼레발라>에 의한 독창, 합창, 관현악을 위한 교향곡 <쿨레르보>, 교향시 <엔 사가(전설)>, 모음곡 <카렐리아>, 교향시집 <카레발라에 의한 4개의 전설>, 교향시 <핀란디아> 등이 있다.

## 스페인
스페인의 국민 오페라 운동은 페드렐(1841-1922)에 의하여 그 기초가 수립되었다. 한편, 명 바이올리니스트인 파블로 데 사라사테(1844-1904)는 <지고이네르바이젠>, <스페인 춤곡> 등 민족적인 바이올린곡을 남겼다. 20세기에 이르러서는 이사크 알베니스(1860-1909), 엔리케 그라나도스(1867-1916), 마누엘 데 파야(1876-1946), 호아킨 투리나(1882-1949) 등이 인상주의적인 수법을 쓰면서 스페인 국민악파를 확립하였다. 특히 파야는 스페인 최초의 예술 오페라 <덧없는 생명> 등의 작곡으로 스페인 최대의 작곡가로 불린다.

## 영국
1696년 헨리 퍼셀 이후 영국에서는 위대한 작곡가가 나오지 않았지만 사보이 오페라의 작곡가 아서 설리번이 영국 음악을 부활시켜 확실하게 '영국적인' 목소리 세대의 길을 열었다. 그 후 엘가가 그의 음악에서 고결함과 향수를 잘 융합하여 빅토리아 왕조 말기의 영국 정신을 잘 나타내었다. 프레더릭 딜리어스는 목가적 서정이 넘치는 작품을 썼으며, 본 윌리엄스는 영국 민속 음악의 풍성한 특성을 재발견하여 그의 작품에 되살려놓았다.

## 독일
19세기 관현악 가운데 민족주의를 보여주는 가장 확실한 작곡가로는 리하르트 바그너를 들 수 있다. 그는 아리아 민족의 것은 무엇이든 사랑했기 때문에 후에 나치 독일에서도 인기를 얻었다. 게르만 민족에 전승된 전설과 신화에 영감을 얻어 니벨룽의 반지, 트리스탄과 이졸데, 탄호이저 등 서사적 악극을 썼다.

## 참고 자료
- 이 문서에는 다음커뮤니케이션(현 카카오)에서 GFDL 또는 CC-SA 라이선스로 배포한 글로벌 세계대백과사전의 내용을 기초로 작성된 글이 포함되어 있습니다.
- Wade-Matthews, Max (2004년 10월 25일). 《세계의 악기 백과 사전》. 서울: 교학사. 89-09-09735-3.